# Vanuatu i olympiska sommarspelen 1992
Vanuatu deltog i de olympiska sommarspelen 1992 med en trupp bestående av fyra deltagare, men ingen av landets deltagare erövrade någon medalj.

## Friidrott
Herrarnas 100 meter
- Fletcher Wamilee
  - Heat — 11,41 (→ gick inte vidare, 74:e plats)

Herrarnas 5 000 meter
- Tawai Keiruan
  - Heat — 15:27,46 (→ gick inte vidare, 53:e plats)

Damernas 800 meter
- Andrea Rose Garae
  - Heat — 2:28,61 (→ gick inte vidare, 33:e plats)

Damernas 400 meter häck
- Mary Estell Kapalu
  - Heat — 1:00,97 (→ gick inte vidare, 26:e plats)